# Dialecte d'Oita
 (août 2025).
La mise en forme du texte ne suit pas les recommandations de Wikipédia : il faut le « wikifier ».
Les points d'amélioration suivants sont les cas les plus fréquents. Le détail des points à revoir est peut-être précisé sur la page de discussion.
- Les titres sont pré-formatés par le logiciel. Ils ne sont ni en capitales, ni en gras.
- Le texte ne doit pas être écrit en capitales (les noms de famille non plus), ni en gras, ni en italique, ni en « petit »…
- Le gras n'est utilisé que pour surligner le titre de l'article dans l'introduction, une seule fois.
- L'italique est rarement utilisé : mots en langue étrangère, titres d'œuvres, noms de bateaux, etc.
- Les citations ne sont pas en italique mais en corps de texte normal. Elles sont entourées par des guillemets français : « et ».
- Les listes à puces sont à éviter, des paragraphes rédigés étant largement préférés. Les tableaux sont à réserver à la présentation de données structurées (résultats, etc.).
- Les appels de note de bas de page (petits chiffres en exposant, introduits par l'outil «  Source ») sont à placer entre la fin de phrase et le point final[comme ça].
- Les liens internes (vers d'autres articles de Wikipédia) sont à choisir avec parcimonie. Créez des liens vers des articles approfondissant le sujet. Les termes génériques sans rapport avec le sujet sont à éviter, ainsi que les répétitions de liens vers un même terme.
- Les liens externes sont à placer uniquement dans une section « Liens externes », à la fin de l'article. Ces liens sont à choisir avec parcimonie suivant les règles définies. Si un lien sert de source à l'article, son insertion dans le texte est à faire par les notes de bas de page.
- La présentation des références doit suivre les conventions bibliographiques. Il est recommandé d'utiliser les modèles {{Ouvrage}}, {{Chapitre}}, {{Article}}, {{Lien web}} et/ou {{Bibliographie}}. Le mode d'édition visuel peut mettre en forme automatiquement les références.
- Insérer une infobox (cadre d'informations à droite) n'est pas obligatoire pour parachever la mise en page.

Pour une aide détaillée, merci de consulter Aide:Wikification.
Si vous pensez que ces points ont été résolus, vous pouvez retirer ce bandeau et améliorer la mise en forme d'un autre article.
 (août 2025).
Si vous disposez d'ouvrages ou d'articles de référence ou si vous connaissez des sites web de qualité traitant du thème abordé ici, merci de compléter l'article en donnant les références utiles à sa vérifiabilité et en les liant à la section « Notes et références ».
 (2008年4月).
- Si vous ne connaissez pas le sujet, laissez ce bandeau (vous pouvez alors contacter les auteurs).
- Si vous supprimez le contenu mis en cause (vous pouvez préalablement contacter les auteurs),

argumentez précisément cette suppression dans la page de discussion
(un manque de référence n'est pas un argument ; une recherche réelle de référence doit avoir été effectuée, être formellement documentée).
 (août 2025).
Le dialecte d'Oita (大分弁 (ooitaben) en japonais) est un dialecte japonais parlé dans la préfecture d'Oita dans la région de Kyushu.

## Classification
Le dialecte d'Oita est classé ainsi :
- Dialectes de Kyushu
  - Dialectes Honichi - Les dialectes parlés dans l'est de la préfecture de Fukuoka, dans toute la préfecture d'Oita et dans la majeure partie de la préfecture de Miyazaki (anciennes provinces de Buzen, Bungo et Hyuga )[1].
    - Dialectes Ryoho - Le sous-groupe de dialectes appartenant au groupe Honichi parlé dans l'est de la préfecture de Fukuoka et dans toute la préfecture d'Oita (anciennes provinces de Buzen et Bungo).
      - Dialecte d'Oita - Le dialecte parlé dans toute la préfecture d'Oita.

## Sous-dialectes
Le dialecte d'Oita dans son ensemble présente de nombreuses similitudes avec les dialectes des régions de Chugoku et de Shikoku, et peut être considéré comme plus ou moins unique parmi les dialectes de Kyushu. Par exemple, il n'utilise pas laparticule ばってん (batten), la terminaison adjectivale ～か (-ka) ni les particules finales ばい (bai) et たい (tai), caractéristiques des dialectes Hichiku (sauf dans la partie occidentale, comme à Hita). L'accentuation est de type tokyoïte externe.
Le dialecte de la préfecture d'Oita peut être divisés en les cinq sous-dialectes suivants, en fonction des différences de phonologie, de vocabulaire et de grammaire :
1. Dialecte du nord-est de la côte (partie occidentale de la presqu'ile de Kunisaki)
2. Dialecte du sud de la côte (le long de le côte du détroit de Bungo, de la ville de Tsukumi jusqu'à la ville de Saiki)
3. Dialecte occidental (ville de Hita, la majeure partie du district de Kusu et la ville de Yamakuni, dans la commune de Nakatsu)
4. Dialecte septentrional (au nord de la ville de Beppu (comprise), en excluant la zone 1)
5. Dialecte méridional (au sud de la ville d'Oita (comprise), en excluant la zone 2)

Parmi ceux-ci, le dialecte occidental présente des points communs avec les dialectes Hichiku, tels que les particules finales ばい (bai) et たい (tai) et la particule syntagmatique ～つ (tu).
En particulier, le parler de la région de Hita (日田弁 (hitaben) en japonais) partage des points communs avec les dialectes Hichiku, tels que l'utilisation de la particule d'opposition ばってん (batten), la terminaison adjectivale ～か (-ka) pour よい (yoi) et ない (nai). Ce parler a également le même type d'accentuation ainsi qu'un large vocabulaire commun.
Le dialecte du nord-est de la côte et le dialecte du sud de la côte partagent des caractéristiques phonologiques similaires.

## Phonologie

### Particularités consonantiques
La tendance à prononcer て (te) comme ちぇ (che) et で (de) comme ぢぇ (je) est une caractéristique du dialecte d'Oita.
En particulier, la particule て (te) se prononce comme ちぇ (che) ou ち (chi). (Exemples : あん2人結婚したっちよ (an futari kekkon shita cchi yo) pour あの2人結婚したってよ (ano futari kekkon shitatte yo) ; ちょっと聞いちくり (chotto kiichi kuri) pour ちょっと聞いてくれ (chotto kiite kure).
La particule casuelle で (de) se prononce comme ぢぇ (je) ぢ (ji) (Exemple : 店ぢ会うた (mise ji outa) pour 店で会った (mise de atta).
Aussi, les prononciations de え (e) comme いぇ (ye /je/), せ (se) comme しぇ (she /ɕe/), ぜ (ze) comme じぇ (je /ʑe/) sont courantes dans les dialectes de Kyushu en général, mais dans la préfecture d'Oita, /e/ a tendance à se prononcer comme /je/ (donc on peut avoir け (ke) prononcé comme きぇ (kye /kje/) par exemple). Ainsi, les consonnes devant /e/ sont palatalisées.
Dans certaines régions, quand on a ん (n') suivi des sons de rang a, ya ou wa, ces derniers se transforment en sons de rang na. Ceci est particulièrement vrai dans de nombreuses régions avec les particules を (o) et は (wa). Par exemple : みかんは (mikan wa) → みかんな (mikanna) ; 本を (hon o) → ほんの (honno) ou ほんぬ (honnu).
Dans quasiment toute la préfecture à l'exception de la région de Hita et de Kusu, il existe une confusion entre les sons de rang za et de rang da. Particulièrement, ざ (za) a tendance à devenir だ (da) et ぞ (zo) a tendance à devenir ど (do). Par exemple, ぞうきん (zoukin) → どうきん (doukin).
Il existe également des régions qui mélangent les sons de rang da et de rang ra quand ils sont l'un à côté de l'autre. Par exemple, からだ (karada) → かだら (kadara) ; はらだ (harada) → はだら (hadara).
つ (tsu) se prononce とぅ (tu /tɯ/). Par exemple, つまらん (tsumaran) se prononceとぅまらん (tumaran). Cependant, cette prononciation semble être un vestige, elle n'est présentes plus que chez quelques personnes au moins d'âge moyen.
Il existe également des régions où les yotsugana se distinguent : じ (zi /ʑi/) se distingue de ぢ (di /dʑi/) et ず (zu /zɯ/) se distingue de づ (du /dzɯ/) : cela correspond principalement aux régions de Hita et de Kusu à l'ouest, et dans la région des villes de Saiki et Bungo-Ôno au sud (zone en violet).
Il existe également des zones allant de la région de Kusu aux villes d'Usa et de Nakatsu où じ (/dʑi/) et ぢ (/dʑi/) ne sont pas distingués mais où ず (/zɯ/) et づ (/dzɯ/) le sont (zone en orange).
Contrairement au japonais tokyoïte , le dialecte d'Oita n'a pas de consonne nasalisée (c'est-à-dire nga /ŋa/ par exemple).
Il y a des zones où わ (wa) se transforme en あ (a), et aussi des régions où わ (wa) n'existe simplement pas. Par exemple, on a  まあた (maata) pour まわた (mawata) et あら (ara) pour わら (wara). Cette particularité se trouve dans la région de la côte de Buzen et dans une partie de la côte du détroit de Bungo.
On peut trouver les prononciations anciennes くゎ /kwa/ et ぐゎ /gwa/ pour か et が dans certains mots d'origine chinoise. Par exemple, 火事 (kwaji au lieu de kaji) et 正月 (shougwatu au lieu de shougatsu). On ne trouve pas cette particularité au niveau de la côte de Buzen et le long de la côte au sud de Tsukumi. Aujourd'hui, cette particularité ne se retrouve cependant que chez les locuteurs âgés.
La gémination devant les consonnes sonores est courante dans la moitié nord de la préfecture. Par exemple, てつどう (tetsudou) devient てっどう (teddou) et こくご (kokugo) devient こっご (koggo).

### Particularités vocaliques
Il y a désonorisation ou disparition des voyelles /i/ et /ɯ/ au milieu et à la fin des mots, particulièrement dans les régions de Hita et de Kusu et dans la zone côtière de Buzen.

### Assimilation vocalique
Les assimilations vocaliques suivantes se produisent dans le dialecte d'Oita. Dans les régions montagneuses, surtout chez les personnes âgées, l'assimilation vocalique ne se produit pas. Quand elle se produit, l'assimilation vocalique amène une palatalisation, ou parfois une labialisation (avec un son /w/).
1. /ai/ devient /eː/. Par exemple, からい (karai) → カレー (karee) ; あさい (asai) → アセー (asee) ou アシェー (ashee) ; あいさつ (aisatsu) → ウェートゥ (weesatu).
2. /ui/ devient /iː/. Par exemple, あかるい (akarui) → アカリー (akarii) ; あつい (atsui) → アティー (atii) ou アチー (achii).
3. /ei/ devient /iː/ sauf dans les mots plus ou moins récents. Par exemple, めい (mei) → ミー (mii) mais　英語 (eigo = anglais) ne change pas.
4. /oi/ devient /iː/ ou /eː/ dans les dialectes du nord-est et du sud de la côte. Par exemple, くろい (kuroi) → クリー (kurii) ou クレー (kuree).

Comme dans d'autres régions de Kyushu, les anciens sons /oː/ et /eu/ deviennent /uː/ et /juː/ à la place de /oː/ et /joː/ comme en japonais standard. Comparez ウーカゼ (uukaze) et おおかぜ (ookaze) (le mot originel était おほかぜ /oːkaze/) ; ou encore キュー (kyuu) et きょう (kyou) (le mot originel était けふ /keu/).

### Accentuation
L'accentuation du dialecte d'Oita est de type tokyoïte externe  dans la majeure partie de la préfecture.
L'accentuation de la majeure partie de la région de Hita est un peu différent de l'accentuation de type tokyoïte externe (et est plutôt similaire au type des dialectes Hichiku). Cependant, dans les anciens villages de Nakatsue et de Kamitsue qui appartiennent à la commune, plus proches de la préfecture de Kumamoto, il n'y a pas d'accentuation.

#### Mots avec une accentuation différente du japonais standard
À gauche on trouve l'accentuation standard, à droite l'accentuation typique d'Oita. En gras sont les mores prononcées avec une note haute, tandis que celles qui ne le sont pas sont prononcées avec une note basse.
- ya : ya (矢)
- ono : ono (斧)
- kumo : kumo (雲)
- nomi : nomi (蚤)
- fuku : fuku (服)
- aida : aida (間)
- abura : abura (油)
- awabi : awabi (鮑)
- itachi / itachi : itachi (鼬)
- obasan : obasan (小母さん) attention : quand il s'agit du mot qui désigne la tante (叔母さん ou 伯母さん), on a l'accentuation standard.
- kawara : kawara (瓦)
- kimono : kimono (着物)
- kinjo : kinjo (近所)
- senaka : senaka (背中)
- tabako : tabako (襷煙草)
- Chiyoko : Chiyoko (千代子) (aussi, les noms propres à trois syllabes en -ko, comme 美代子 (Miyoko) et 春子 (Haruko), ont tendance à prendre cette accentuation bas-haut-bas).
- tsutsuji / tsutsuji : tsutsuji (躑躅)
- hashira / hashira : hashira (柱)
- hatachi : hatachi (二十歳)
- misao : misao (操)
- yuube : yuube (夕べ)
- warabi : warabi (蕨)
- saku : saku (咲く)
- nuku : nuku (抜く)
- hairu : hairu (入る)
- ooi : ooi (多い)
- Les mots composés de deux mores de type 2 ont une accentuation heiban dans le dialecte d'Oita (ce qui correspond au type tokyoïte externe). On a notamment les mots : ishi (石), iwa (岩), uta (歌), kami (紙), kawa (川), tabi (旅), tera (寺), nashi (梨), natsu (夏), hashi (橋), hata (旗), hiji (肘), fuyu (冬), machi (町), mune (胸), mura (村), yuki (雪), etc
- Les mots composés de trois mores de type 5 ont souvent une accentuation nakadaka (accentué sur la deuxième more). On a notamment les mots : momiji (紅葉), inochi (命), sugata (姿), ashita (明日), namida (涙), etc.
- Les mots composés de trois mores de type 6 ont souvent une accentuation atamadaka. On a notamment les mots nezumi (鼠), usagi (兎), unagi (鰻), kitsune (狐), hibari (雲雀), suzume (雀), mimizu (蚯蚓), etc.
- Les mots composés de trois mores de type 7 ont souvent une accentuation atamadaka. On a notamment les mots ichigo (苺), ushiro (後ろ), kujira (鯨), kusuri (薬), tarai (盥), etc.